# Prawo o miastach
Prawo o miastach, właśc. Miasta nasze królewskie wolne w państwach Rzeczypospolitej – ustawa przyjęta przez Sejm Czteroletni (1788–1792) w 1791, następnie włączona in extenso do Konstytucji 3 maja (1791) jako jej Artykuł III.

## Tło
Po otwarciu obrad Sejmu Czteroletniego (1788), działacze mieszczańscy rozpoczęli starania o wniesienie kwestii miast królewskich pod obrady izby poselskiej. W celu koordynacji tych działań prezydent Starej Warszawy Jan Dekert zorganizował w Warszawie 27 listopada 1789 spotkanie przedstawicieli 141 miast królewskich I Rzeczypospolitej, którzy wystosowali memoriał do Stanisława Augusta Poniatowskiego, domagający się przyznania praw publicznych mieszczaństwu. 2 grudnia 1789 z ratusza Starej Warszawy na Zamek Królewski przeszła czarna procesja, by wręczyć to pismo monarsze.
18 grudnia 1789 Sejm Czteroletni powołał Deputację do Miast Naszych Królewskich, której zadaniem było m.in. przygotowanie projektu prawa dla miast. 1 marca 1791 projekt Deputacji wniesiony został pod obrady sejmu. Przepadły one jednak w toku burzliwych dyskusji, spotykając się z ostrym sprzeciwem konserwatywnej szlachty. Ostatecznie odesłano wszystkie projekty o miastach do Deputacji Konstytucyjnej, która miała się zająć opracowaniem jednego wspólnego projektu. Mimo to przedstawiony 14 kwietnia opracowany przez Deputację projekt nie uzyskał aprobaty posłów. Niespodziewanie własny projekt prawa o miastach przedstawił poseł Jan Suchorzewski. Koncepcja ta, sprzeciwiająca się przyznaniu przedstawicielom miast bezpośredniego udziału w sejmie, ale uwzględniająca niektóre postulaty mieszczan, została poparta przez króla Stanisława Augusta. 18 kwietnia uchwalono prawo o miastach, którego założenia oparte były na projekcie Suchorzewskiego.

## Postanowienia
Mieszczanie:

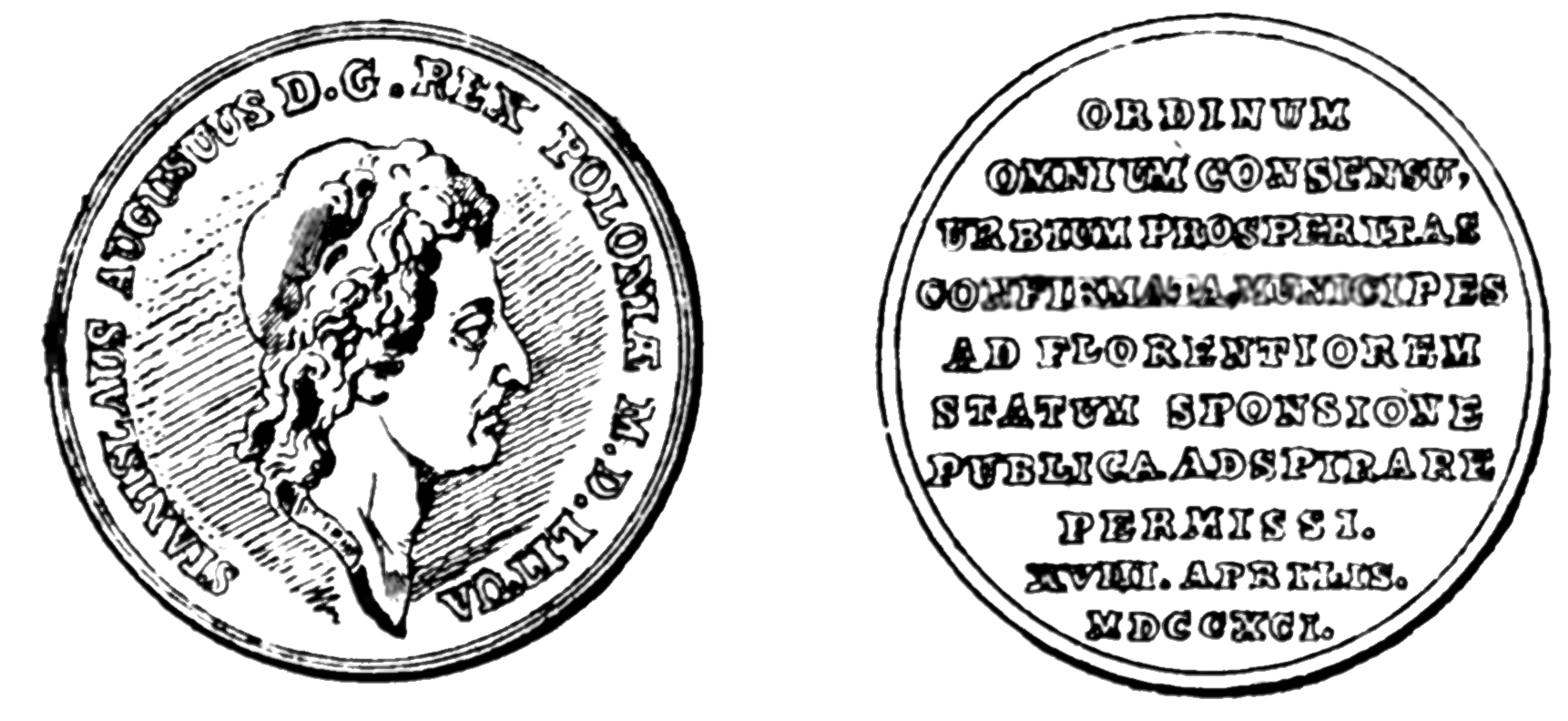
Medal wybity dla upamiętnienia uchwalenia Prawa o miastach w 1791

- mogli wysyłać swoich przedstawicieli na sejm jako plenipotentów w liczbie 24 przedstawicieli, z głosem jedynie w sprawach miasta (jako ciało doradcze),
- dostali prawo do nietykalności osobistej (oprócz bankrutów)
- mogli nabywać majątki ziemskie,
- nie mogli być więzieni bez wyroku sądowego,
- mogli obejmować urzędy, otrzymywać stopnie oficerskie i godności duchowne,
- mieli prawo do nobilitacji, czyli przyjęcia do grona szlachty,
- nie otrzymywali pełni praw tak jak szlachta.

Zniesienie jurydyk.